# Peter May
Pour les articles homonymes, voir May.
Peter May, né le 20 décembre 1951 à Glasgow en Écosse, est un scénariste de télévision et romancier britannique, auteur de romans policiers. Résidant en France dans le Lot, il est naturalisé français depuis le 19 avril 2016.

## Publications

### La Trilogie écossaise
1. L'Île des chasseurs d'oiseaux, Le Rouergue, 2009 ((en) The Blackhouse, 2011)  (ISBN 978-2-8126-0061-6)Réédition, Actes Sud, coll. « Babel noir » no 51, 2011 (ISBN 978-2-330-00133-9) - Prix Les Ancres noires 2010, Cezam Prix Littéraire Inter CE 2011 et  (ISBN 978-2-8126-2242-7)
2. L'Homme de Lewis, Le Rouergue, 2011 ((en) The Lewis Man, 2012)  (ISBN 978-2-8126-0253-5)Réédition, Actes Sud, coll. « Babel noir » no 74, 2013 (ISBN 978-2-330-01441-4) - Prix Les Ancres noires 2012
3. Le Braconnier du lac perdu, Le Rouergue, 2012 ((en) The Chessmen, 2013)  (ISBN 978-2-8126-0397-6)Réédition, Actes Sud, coll. « Babel noir » no 101, 2014 (ISBN 978-2-330-02695-0)
4. Loch noir, Le Rouergue, 2025 ((en) The Black Loch, 2024)  (ISBN 978-2-8126-2712-5)

### Série chinoise
1. Meurtres à Pékin, Le Rouergue, 2005 ((en) The Firemaker, 1999)  (ISBN 978-2-84156-708-9)Réédition, Actes Sud, coll. « Babel noir » no 9, 2007 (ISBN 978-2-7427-6510-2) - Finaliste du Prix des lectrices de Elle
2. Le Quatrième Sacrifice, Le Rouergue, 2006 ((en) The Fourth Sacrifice, 2000)  (ISBN 978-2-84156-734-8)Réédition, Actes Sud, coll. « Babel noir » no 15, 2008 (ISBN 978-2-7427-7220-9)
3. Les Disparues de Shanghai, Le Rouergue, 2006 ((en) The Killing Room, 2001)  (ISBN 978-2-84156-784-3)Réédition, Actes Sud, coll. « Babel noir » no 19, 2008 (ISBN 978-2-7427-7581-1)
4. Cadavres chinois à Houston, Le Rouergue, 2007 ((en) Snakehead, 2002)  (ISBN 978-2-84156-801-7)Réédition, Actes Sud, coll. « Babel noir » no 26, 2009 (ISBN 978-2-7427-8409-7) - Prix Intramuros 2007 du salon Polar & Co de Cognac
5. Jeux mortels à Pékin, Le Rouergue, 2007 ((en) The Runner, 2003)  (ISBN 978-2-84156-871-0)Réédition, Actes Sud, coll. « Babel noir » no 34, 2010 (ISBN 978-2-7427-8991-7)
6. L'Éventreur de Pékin, Le Rouergue, 2008 ((en) Chinese Whispers, 2004)  (ISBN 978-2-84156-907-6)Réédition, Actes Sud, coll. « Babel noir » no 44, 2011 (ISBN 978-2-7427-9464-5)
7. The Ghost Marriage, Didier, coll. « Paper Planes », 2010 ((en) The Ghost Marriage, 2010)  (ISBN 978-2-2780-6860-9)Roman court destiné à l'apprentissage de l'anglais

### SérieAssassins sans visage
1. Le Mort aux quatre tombeaux, Le Rouergue, 2013 ((en) Extraordinary People, 2006)  (ISBN 978-2-8126-0517-8)
2. Terreur dans les vignes, Le Rouergue, 2014 ((en) The Critic, 2007)  (ISBN 978-2-8126-0653-3)
3. La Trace du sang, Le Rouergue, 2015 ((en) Blacklight Blue, 2008)  (ISBN 978-2-8126-0856-8)
4. L'Île au rébus, Le Rouergue, 2017 ((en) Freeze Frame, 2010)  (ISBN 978-2-8126-1041-7)
5. Trois étoiles et un meurtre, Le Rouergue, 2019 ((en) Blowback, 2011)  (ISBN 978-2-8126-1656-3)
6. Un alibi en béton, Le Rouergue, 2020 ((en) Cast Iron, 2017)  (ISBN 978-2-8126-2100-0)
7. La Gardienne de Mona Lisa, Le Rouergue, 2022 ((en) The Night Gate, 2021)  (ISBN 978-2-8126-2343-1)

### Romans indépendants
- (en) The Reporter, 1978
- (en) Fallen Hero, 1979
- (en) Hidden Faces, 1981
- La Petite Fille qui en savait trop[2], Le Rouergue, 2019 ((en) The Man With No Face, 1982)  (ISBN 978-2-8126-1780-5)Réédition, Actes Sud, coll. « Babel noir » no 293, 2023 (ISBN 978-2-330-17900-7)
- Un chemin sans pardon, Le Rouergue, 2023 ((en) The Noble Path, 1993)
- Scène de crime virtuelle, Le Rouergue, 2013 ((en) Virtually Dead, 2010)  (ISBN 978-2-8126-0551-2)Réédition, Actes Sud, coll. « Babel noir » no 141, 2015 (ISBN 978-2-330-05324-6)
- L'Île du serment, Le Rouergue, 2014 ((en) Entry Island, 2014)  (ISBN 978-2-8126-0685-4)Réédition, Actes Sud, coll. « Babel noir » no 163, 2016 (ISBN 978-2-330-06683-3)
- Les Fugueurs de Glasgow, Le Rouergue, 2015 ((en) Runaway, 2015)  (ISBN 978-2-8126-0927-5)Réédition, Actes Sud, coll. « Babel noir » no 190, 2017 (ISBN 978-2-330-08620-6)
- Les Disparus du phare, Le Rouergue, 2016 ((en) Coffin Road, 2016)  (ISBN 978-2-8126-1064-6)Réédition, Actes Sud, coll. « Babel noir » no 210, 2019 (ISBN 978-2-330-11708-5)
- Je te protégerai, Le Rouergue, 2018 ((en) I'll Keep You Safe, 2018)  (ISBN 978-2-8126-1526-9)Réédition, Actes Sud, coll. « Babel noir » no 241, 2020 (ISBN 978-2-330-13563-8)
- Rendez-vous à Gibraltar, Le Rouergue, 2020 ((en) A Silent Death, 2020)  (ISBN 978-2-8126-2045-4)Réédition, Actes Sud, coll. « Babel noir » no 274, 2022 (ISBN 978-2-330-16532-1)
- Quarantaine, Le Rouergue, 2021 ((en) Lockdown, 2021)  (ISBN 978-2-8126-2157-4)Réédition, Actes Sud, coll. « Babel noir » no 307, 2024 (ISBN 978-2-330-19132-0)
- Tempête sur Kinlochleven, Le Rouergue, 2024 ((en) A Winter Grave, 2021)  (ISBN 978-2-8126-2573-2)

## Récompenses et distinctions
- Prix Barry 2013 du meilleur roman pour L'Île des chasseurs d'oiseaux (The Blackhouse)[3]
- Prix du roman Cezam 2011 du meilleur roman pour L'Île des chasseurs d'oiseaux[4]
- Festival Polar de Cognac 2012 : Prix polar du meilleur roman international pour Le Braconnier du lac perdu[5]
- Trophées 813 2015 pour L'Île du serment[6]